# Patrick White
Patrick White (London, 1912. május 28. – Sydney, 1990. szeptember 30.) ausztrál regény- és drámaíró. Az első és máig egyetlen irodalmi Nobel-díjas ausztrál író.

## Élete
Eredeti neve Victor Martindale. 1912-ben született Londonban, majd a család Sydneybe utazott, de Patrick 13 éves korától ismét Angliában nevelkedett, első regényei is a brit fővárosban láttak napvilágot. 1935-ben a cambridge-i egyetemen szerezte meg a diplomáját, nyelvészetből és művészettörténetből. Az egyetem elvégzése után Londonba költözött és újságírói állást vállalt. Lelkesen vetette bele magát a város kulturális életébe, csatlakozott a kísérletező írók csoportjához.
1935-ben jelent meg első írása, egy verseskötete: The Ploughman and Other Poems (A szántóvető és egyéb versek). Ezután főleg drámákat írt, de igazi sikerét első regényével aratta. A Happy Valley (Boldog völgy) 1939-ben Londonban jelent meg, mivel az egyetem befejezése után Ausztráliában nem talált kiadót, aki hajlandó lett volna kiadni műveit. Ezután évekig Angliában és az Egyesült Államokban láttak napvilágot művei. A második világháború alatt és után a Királyi Légierőnél szolgált, Anglián kívül megfordult Görögországban, a Közel-Keleten és Észak-Afrikában is.
Angliában és Amerikában már régóta elismert és olvasott író, amikor 1961-ben végre Ausztráliában is kiadták egyik regényét, a Riders in the Chariot (Az égi szekér utasai) címűt. Közben a The Ham Funeral (A suta temetés) címen 1974-ben Londonban színdarabja aratott közönség sikert. 1965-ben költözött Sydneybe, 1973-ban pedig neki ítélték oda az irodalmi Nobel-díjat.
Már első regényeivel új hangot ütött meg az ausztrál irodalomban, művészetére nagy hatást gyakorolt D. H. Lawrence, James Joyce és Virginia Woolf.
1981-ben megjelent önéletrajzában életének számos, korábban elhallgatott részletéről (homoszexualitása, a Nobel-díj személyes átvételének megtagadása) is írt. 1991-ben Sydneyben halt meg.

## Munkássága
Műveiben szívesen él a mélylélektani elemzés módszerével, a szövegbe ékelt látomások és jelképek révén kutatja az emberi tettek indítékait, feszegeti a megismerhetőség határát. Gyakori mellékalakjai a kallódó, nem túl éles eszű, mellőzött vagy önként visszahúzódó különcök. Naturalisztikusan mutatja be az ösztönéletet, de tetten éri a hétköznapiságban megragadható érzékfelettiséget is. Realizmusán mitologizáló miszticizmus szüremkedik át.
Első jelentős művének, a The Living and the Deadnek (Élők és holtak) két főszereplője egy jómódú, középosztálybeli családból származó testvérpár: Elyot és Eden Standish. A regény alapgondolata: az embereket aszerint, hogy síkra szállnak-e a közösség érdekeiért vagy nem, élőknek vagy holtaknak tekintik. Következő regényének, a The Aunt’s Story (A nagynéni története) címűnek hősnője egy elszegényedett földbirtokos család leánya. Családja tönkre megy, a hősnő élete eseménytelenül telik s amikor a maradék pénzéből Európába utazik, az alkalmazkodóképesség hiánya, az értetlenség és a magány az őrületbe hajszolja. Diadalmas világhódítás helyett egy téveszméktől félre vezetett életet tárul elénk. Ez hosszú időre meghatározza Patrick White írói stílusát.
A világhírt a magyarul is megjelent, The Tree of Man (Az élet fája) című regényének köszönheti. A mű első látásra egy bő lélegzetű telepes regény. Főhőse a Parker házaspár: Stan és Mary. White a biblikus általánosítás igényével vezeti végig az olvasót egy emberpár történetén, az ifjúság ambícióitól az öregkor sivárságáig. Másrészt bemutatja az ausztrál életforma és történelem csődjét. Az író ebben a művében ábrázolja a legaprólékosabban és bírálja a legélesebben hazája társadalmát, zavaros szellemi és erkölcsi értékrendjét. Voss című regényében egy magát Krisztusnak képzelő megalomániás felfedezőt víziói nagy tettekre űznek, de társai halála láttán lemond megváltó szándékairól és lelki összeroppanásában megtisztul. E művét az ausztrál irodalom legerőteljesebb alkotásának tartják.
A Riders in the Chariot (Az égi szekér utasai) mottója Ezékiel próféta jövendölése a tüzes szekérről, amely elragadja majd Isten kiválasztottjait. A regény négy főhőse képtelen beilleszkedni az ausztrál kisváros társadalmába, számukra már csak e képzelt szekér hozhat megoldást. A The Burnt Ones (Megperzseltek) című kötet novelláinak főszereplői kisiklott életű emberek: őrültek, szexuális aberráltak, félrevezetettek. Ugyancsak megperzseltek a főszereplői, az alkotói pályájának egyik mélypontját jelentő, The Solid Mandala (Színes üveggolyó) című regényének is. Ebben a regényben csak egy féleszű találja az életben a boldogságot és harmóniát, s talán ezzel a regényével vélekedik a legkeserűbben az ausztrál társadalomról.
White az ausztrál gondolkodás és írói ábrázolás világát alapjaiban forgatta fel. Filozofikus-szimbolikus kifejezésmódja alkotói együttműködést kíván meg az olvasótól. Bizarr, nem hétköznapi alakjai megdöbbentetnek viselkedésükkel. Művei az egész angolszász világban, de főleg az Egyesült Államokban nagy népszerűségnek örvendenek.

## Művei

### Regények
- Boldog völgy (Happy Valley, 1939)
- Élők és holtak (The Living and the Dead, 1941)
- A nagynéni története (The Aunt’s Story, 1948)
- Az élet fája (The Tree of Man, 1955)
- Az égi szekér utasai (Riders in the Chariot, 1961)
- Voss (Voss, 1957)
- Színes üveggolyó (The Soldit Mandala, 1966)
- Az élve boncoló (The Vivisector, 1970)
- Derült égbolt viharfelhők között (The Eye of the Storm, 1976)
- A levelek szegélye (The Fringe of Leaves, 1976)
- A Twyborn eset (The Twyborn Affair, 1979)
- Repedések a tükörben (Flaws in The Glass, 1981)
- Többek egybe gyűjtött emlékiratai (Memoirs of Many in One, 1986)

### Elbeszéléskötetek
- A megperzseltek (The Burnt Ones, 1964)
- A kakaduk (The cacatoos, 1979)

### Drámák
- Visszatérés Abesszíniába (Return of Abyssinia, 1947)
- A suta temetés (The Ham Funeral, 1947)
- Színházi évad Sarsaparillában (The Season at Sarsaparilla, 1961)
- Egy derűs lélek (A Cheery Soul, 1962)
- Éjjel a kopár hegyen (Night on Bald Mountain, 1962)
- Négy színmű (Four Plays, 1965)
- Óriás játékok (Big toys, 1976)
- Három kellemetlen darab (Three Uneasy Pieces, 1988)

## Magyarul
- Fülemülék holdfényben (elbeszélés, Nagyvilág, 1966/2.)
- Az élet fája; ford. Vajda Endre, bev. Zentai Éva; Magvető, Bp., 1972 (Világkönyvtár)
- A szeméttelepen (elbeszélés, Nagyvilág, 1974/2)
- Óriás játékok (dráma, Nagyvilág, 1978/8)
- Clay (elbeszélés, Európa, Jelzőtűz az éjszakában. XX. századi ausztrál elbeszélők, 1988)
- Egy pohár tea (elbeszélés, Európa, Jelzőtűz az éjszakában. XX. századi ausztrál elbeszélők, 1988)